# آسایشگاه ساعت‌شنی
آسایشگاه ساعت‌شنی (لهستانی: Sanatorium pod klepsydrą) یا ساعت شنی (به انگلیسی: The Sandglass) یک فیلم درام لهستانی به کارگردانی وویچیخ یژی هاس محصول سال ۱۹۷۳ است که برپایهٔ مجموعه‌داستان آسایشگاه زیر علامت ساعت‌شنی اثر برونو شولتس ساخته شد. از بازیگران آن می‌توان به یان نووینسکی، لودویک بنوآ و گوستاف هولوبک اشاره کرد.